# M.I.U. Album
M.I.U. Album es el álbum de estudio número veintidós de la banda de pop rock estadounidense The Beach Boys, publicado en el año 1978, sólo Mike Love, Al Jardine y Brian Wilson son prácticamente los únicos que participaron en la elaboración del álbum. Dennis Wilson toca la batería en una minoría de canciones, y sólo canta en "My Diane" con su hermano Brian. Por el otro lado, Carl Wilson, tuvo muy poca participación también, cantando únicamente como vocalista principal en las canciones "Hey Little Tomboy" donde canto con su hermano Brian y Mike Love y como vocalista principal en "Sweet Sunday Kinda Love".

## Historia
El grupo presentó el álbum temático Merry Christmas from The Beach Boys a finales de 1977, antes de eso, Brian Wilson había grabado un álbum llamado Adult Child en cual los demás miembros participaron solo como vocalistas, mientras que Brian se encargaba de la producción y escritura de las canciones pero tanto ese disco como Merry Christmas from The Beach Boys fueron rechazados por la compañía discográfica, que exigía al grupo un álbum de estudio regular y que fuera comercialmente viable para ser editado. Las nuevas letras fueron sobregrabadas en algunas pistas de Merry Christmas, que junto con el nuevo material escrito rápidamente, constituyó la base de un nuevo álbum titulado California Feeling, lleva el nombre de una canción original grabada en 1974 que Brian Wilson se negó a incluir en el álbum. La lista de canciones fue revisada por última vez en 1978, cuando el LP se rebautizó como MIU Album, fue el último álbum para Reprise Records antes de embarcarse con CBS Records.
Mike Love escogió el nombre del álbum como M.I.U. por su influencia de la meditación transcendental, ya que las mismas siglas significan: "Maharishi International University". El líder de la meditación transcendental por el cual Mike tenía una gran admiración se llamaba Maharishi Mahesh Yogi, así que de una forma automática, desecharon la idea alternativa que tenía Brian para el título del mismo. 
El tema "Bells of Paris" compuesto básicamente por Al Jardine, Mike Love y Brian Wilson, tenía el título de "Belles of Christmas" pero como la discográfica fue tajante en la idea de que publicasen nuevo material, y que este no fuera navideño, cambiaron el título a "Belles of Paris" (sustituyendo "Christmas" por "Paris" sin razón conocida).
Dennis Wilson fue el más crítico con el álbum. Dijo disgustado a la prensa británica el mismo año de la publicación del mismo: "No creo para nada en ese álbum (...) debería de ser destruido, no tiene nada que merezca la pena realmente (...) que lo jodan a Mike Love y a su meditación transcendental por siempre..." de esa forma dieron final a la entrevista a Wilson. El mismo año de la grabación de M.I.U. Album él se encontraba en la grabación de su primer y último álbum en solitario llamado Pacific Ocean Blue, considerado uno de los menos populares pero de mejor calidad de esos años, y por esa misma razón, Dennis participaba de una manera reservada en el álbum de Al y Mike.

## Portada
La portada del álbum estuvo a cargo de Dean Torrence. Ubicado en un esquema de color melocotón en colores pastel, con una imagen de una puesta de sol en círculo. El legendario fotógrafo de surf Warren Bolster cedió la foto, cortesía de la revista Surfer, era claramente una imagen surf que, a pesar de que en años anteriores el grupo intentara desligarse de ella, la banda la estaba aceptando como base para su futuro nostálgico. La contratapa es igual sólo que en vez de la foto de la puesta del sol, hay una foto del grupo tomada por Guy Webster durante la sesión de fotos de enero de 1977 en Florida (en la misma sesión en la que apareció la foto de la contratapa de Love You). La foto fue tomada aparentemente a las 11:40 a. m., a juzgar por el tiempo que muestra en el reloj de Carl Wilson. Mike Love aparece en una conversación con Brian, mientras que Dennis, Carl y Al posan para la lente.

## Recepción y críticas
El primer sencillo del álbum fue "Peggy Sue"/"Hey Little Tomboy", que solo llegó al puesto n.º 59 en los Estados Unidos. Sin embargo, "Come Go with Me"/"Don't Go Near the Water" entraría en el top 20 en 1981 cuando se editó como sencillo de Ten Years of Harmony. M.I.U. Album sólo alcanzó el puesto n.º 151 en Estados Unidos, siendo su peor puesto desde Sunflower, no alcanzó ningún puesto en el Reino Unido, hecho que no ocurría desde 1964.
Las críticas al álbum fueron negativas, sin embargo, no existe un consenso entre los fanáticos de la banda de considerar a M.I.U. Album como un buen o pésimo álbum de los Beach Boys. El crítico de música Nick Kent dijo que el álbum era "espantoso". Además de decir que su contenido lamentable fue ignorado por los críticos. La revista Rolling Stone dijo: "MIU Album parece hecho artificiosamente desde el principio. Las canciones se esfuerzan por recuperar la inocencia de antaño, los éxitos adolescentes de los primeros años de los Beach Boys, y no, no tanto porque los conceptos están anticuados, pero debido a que el grupo no puede infundir el nuevo material con el mismo sentido de la grandeza que hizo en las viejas canciones tales triunfos [...] A lo largo, el juego mediocre y el canto tiene un borde de melancolía, casi como si los Beach Boys son plenamente conscientes de que han superado este tipo de fantasía adolescente, pero no pueden pensar en ningún otro lugar donde ir".
En 2002 se reeditó en CD junto con L.A. (Light Album). A la reedición del álbum, The A.V. Club declaró: "MIU es lo suficientemente competente ... pero también es un homenaje retrógrado a la vieja fórmula de 'sol y verano' que había sido abandonada años antes".
AllMusic emitió una opinión más negativa, diciendo: "Las técnicas de producción de fines de los 70 son previsibles y con frecuencia empalagosas. M.I.U. Album incluye varias de las peores canciones de los Beach Boys [...] en comparación con lo que había venido antes, MIU Album era un patético intento de hacer música; en comparación con lo que estaba por venir, sin embargo, este fue un momento culminante".

## Lista de canciones
Todas las canciones escritas por Brian Wilson y Mike Love, excepto donde se indica.

| Lado A |                                                         |                            |          |  |
| N.º    | Título                                                  | Vocalista principal        | Duración |  |
| 1.     | «She's Got Rhythm» (Brian Wilson/Mike Love/Ron Altbach) | B. Wilson/Love             | 2:27     |  |
| 2.     | «Come Go with Me» (C.E. Quick)                          | Al Jardine                 | 2:06     |  |
| 3.     | «Hey Little Tomboy» (B. Wilson)                         | Love/B. Wilson/Carl Wilson | 2:25     |  |
| 4.     | «Kona Coast» (Al Jardine/Love)                          | Love/Jardine/B. Wilson     | 2:33     |  |
| 5.     | «Peggy Sue» (Buddy Holly/Jerry Allison/Norman Petty)    | Jardine                    | 2:15     |  |
| 6.     | «Wontcha Come Out Tonight»                              | B. Wilson/Love             | 2:30     |  |

| Lado B |                                            |                         |          |  |
| N.º    | Título                                     | Vocalista principal     | Duración |  |
| 1.     | «Sweet Sunday Kinda Love»                  | C. Wilson               | 2:42     |  |
| 2.     | «Belles of Paris» (B. Wilson/Love/Altbach) | Love                    | 2:27     |  |
| 3.     | «Pitter Patter» (B. Wilson/Love/Jardine)   | Love/Jardine            | 3:14     |  |
| 4.     | «My Diane» (B. Wilson)                     | Dennis Wilson/B. Wilson | 2:37     |  |
| 5.     | «Match Point of Our Love»                  | B. Wilson               | 3:29     |  |
| 6.     | «Winds of Change» (Altbach/Ed Tuleja)      | Jardine/Love            | 3:14     |  |